# Шабранский, Вячеслав Викторович
Вячеслав Викторович Шабранский (укр. В'ячеслав Вікторович Шабранський; род. 1 мая 1987, Житомир, Украина) — украинский боксёр-профессионал, выступающий в полутяжёлой (англ. light heavyweight (175 lb, 79,4 кг)) весовой категории. Бывший чемпион США по версии WBC (USNBC) (2015—2016) в полутяжёлом весе.

## Профессиональная карьера
Профессиональную карьеру боксёра Вячеслав начал в сентябре 2012 года.
25 июля 2014 года состоялся бой Вячеслава Шабранского с американским боксёром Деметриусом Уокером (7-5-1), которого Вячеслав победил нокаутом в 1-м раунде затратив на это всего 48 секунд, тем самым подтвердив свою репутацию панчера.
12 марта 2015 года состоялся бой Вячеслава Шабранского в Сан-Антонио (США) с небитым бразильцем Фабиано Пена (11-0-1). Начиная с первого раунда, Шабранский завладел инициативой, выбрасывая и донося гораздо больше ударов, чем его соперник. Вячеслав работал разнообразно — бил с обеих рук, не забывая работать по этажам. После 3-го раунда бой принял практически односторонний характер — Шабранский потрясал бразильца апперкотами и даже джебами. В перерыве между пятой и шестой трехминутками угол Фабиано Пены отказался от продолжения боя и снял своего боксёра. И Вячеслав Шабранский завоевал вакантный титул чемпиона США по версии WBC (USNBC) в полутяжелом весе.
19 декабря 2015 года Шабранский встретился с очень опытным кубинским боксёром Юниески Гонсалесом (16-1-0). Бой продлился все десять раундов, по итогам которых двое судей отдали победу Вячеславу со счетом 98-92 и 97-93, а третий посчитал, что была ничья — 95-95.

## Статистика профессиональных боёв
В таблице перечислены результаты всех поединков боксёров.
В каждой строке указан результат поединка. Дополнительно номер поединка обозначен цветом, который обозначает итог поединка. Расшифровка обозначений и цветов представлена в нижеследующей таблице.
| Пример | Расшифровка                     |
| ------ | ------------------------------- |
|        | Победа                          |
|        | Ничья                           |
|        | Поражение                       |
|        | Планируемый поединок            |
|        | Поединок признан несостоявшимся |
| КО     | Нокаут                          |
| ТКО    | Технический нокаут              |
| PTS    | Решение судей (по очкам)        |
| UD     | Единогласное решение судей      |
| MD     | Решение большинства судей       |
| SD     | Раздельное решение судей        |
| RTD    | Отказ от продолжения боя        |
| DQ     | Дисквалификация                 |
| NC     | Поединок признан несостоявшимся |

| 24 поединка, 21 победа (17 нокаутом), 1 ничья, 2 поражения. | 24 поединка, 21 победа (17 нокаутом), 1 ничья, 2 поражения. | 24 поединка, 21 победа (17 нокаутом), 1 ничья, 2 поражения. | 24 поединка, 21 победа (17 нокаутом), 1 ничья, 2 поражения. | 24 поединка, 21 победа (17 нокаутом), 1 ничья, 2 поражения. | 24 поединка, 21 победа (17 нокаутом), 1 ничья, 2 поражения. | 24 поединка, 21 победа (17 нокаутом), 1 ничья, 2 поражения. |
| Бой                                                         | Рекорд                                                      | Дата боя                                                    | Соперник                                                    | Место проведения боя                                        | Раундов, время                                              | Дополнительно |
| ----------------------------------------------------------- | ----------------------------------------------------------- | ----------------------------------------------------------- | ----------------------------------------------------------- | ----------------------------------------------------------- | ----------------------------------------------------------- | --- |
| 24                                                          | 21-2-1                                                      | 14 октября 2021                                             | Рикардо Адриан Луна (23-8-1)                                | The Hangar, Коста-Меса, Калифорния, США                     | MD 8 (8)                                                    | Счёт судей: 78-75, 76-76 (дважды). |
| 23                                                          | 21-2                                                        | 14 сентября 2019                                            | Феликс Валера (18-2)                                        | Ти-Мобайл Арена, Лас-Вегас, Невада, США                     | DQ 8 (8), 2:01                                              | Валера дисквалифицирован после нескольких ударов ниже пояса. Счёт на момент остановки: 67-64, 66-65, 65-66.                                                     |
| 22                                                          | 20-2                                                        | 10 мая 2019                                                 | Жилберто Рубио (9-7)                                        | Бербанк Марриотт, Бербанк, Калифорния, США                  | RTD 4 (8), 3:00                                             | |
| 21                                                          | 19-2                                                        | 25 ноября 2017                                              | Сергей Ковалёв (30-2-1)                                     | Мэдисон Сквер Гарден, Нью-Йорк, США                         | TKO 2 (12), 2:36                                            | Бой за вакантный титул чемпиона мира по версии WBO в полутяжёлом весе.                                                                                          |
| 20                                                          | 19-1                                                        | 4 августа 2017                                              | Тодд Унтанк Мэй (10-0-1)                                    | Индио, Калифорния, США                                      | RTD 7 (10), 3:00                                            | Завоевал вакантный титул чемпиона США по версии WBC (USNBC) в полутяжёлом весе.                                                                                 |
| 19                                                          | 18-1                                                        | 20 апреля 2017                                              | Ларри Прайор (10-15)                                        | Верона, Нью-Йорк, США                                       | KO 2 (8), 0:54                                              | |
| 18                                                          | 17-1                                                        | 16 декабря 2016                                             | Салливан Баррера (17-1)                                     | Индио, Калифорния, США                                      | KO 7 (10), 2:05                                             | Бой за вакантный титул чемпиона США по версии WBC (USNBC) в полутяжёлом весе. Шабранский в нокдауне в 1-м, 5-м и 7-м раундах. Баррера в нокдауне во 2-м раунде. |
| 17                                                          | 17-0                                                        | 19 августа 2016                                             | Оскар Риохас (10-5-1)                                       | Лос-Анджелес, Калифорния, США                               | KO 3 (8), 1:43                                              | |
| 16                                                          | 16-0                                                        | 15 апреля 2016                                              | Деррик Финдли (23-18-1)                                     | Лос-Анджелес, Калифорния, США                               | RTD 3 (8), 3:00                                             | |
| 15                                                          | 15-0                                                        | 19 декабря 2015                                             | Юниески Гонсалес (16-1)                                     | Верона, Нью-Йорк, США                                       | MD 10 (10)                                                  | Счёт: 98-92, 97-93, 95-95. |
| 14                                                          | 14-0                                                        | 30 июня 2015                                                | Пол Паркер (7-0)                                            | Филадельфия, Пенсильвания, США                              | TKO 3 (10), 2:36                                            | |
| 13                                                          | 13-0                                                        | 12 марта 2015                                               | Фабиано Пена (11-0-1)                                       | Сан-Антонио, Техас, США                                     | RTD 5 (10), 3:00                                            | Завоевал вакантный титул чемпиона США по версии WBC (USNBC) в полутяжёлом весе.                                                                                 |
| 12                                                          | 12-0                                                        | 17 января 2015                                              | Гарретт Уилсон (13-8-1)                                     | Лас-Вегас, Невада, США                                      | RTD 9 (10), 3:00                                            | |
| 11                                                          | 11-0                                                        | 8 ноября 2014                                               | Эмиль Гонсалес (13-8-1)                                     | Атлантик-Сити, Нью-Джерси, США                              | RTD 2 (10), 3:00                                            | |
| 10                                                          | 10-0                                                        | 25 июля 2014                                                | Деметриус Уокер (7-5-1)                                     | Индио, Калифорния, США                                      | KO 1 (6), 0:48                                              | |
| 9                                                           | 9-0                                                         | 21 июня 2014                                                | Майкл Гбенга (19-14)                                        | Карсон, Калифорния, США                                     | UD 6 (6)                                                    | Счёт: 60-52, 60-52, 59-53. |
| 8                                                           | 8-0                                                         | 20 мая 2014                                                 | Пол Васкес (10-4-1)                                         | Санта-Моника, Калифорния, США                               | KO 1 (8), 0:23                                              | |